# 古澤酒造
古澤酒造株式会社（ふるさわしゅぞう）は、山形県の清酒製造業を行う酒蔵である。

## 代表銘柄
- 澤正宗
- 紅花屋重兵衛
- 天風
- 紅葉盛
- 雪原（焼酎）

## 会社データ
古澤酒造株式会社
- 山形県寒河江市丸内三丁目5-7
- 業務内容：日本酒、焼酎の製造・販売。

## 沿革
天保7年（1836年）古澤四郎治が楯北村（現・寒河江市）にて酒造業創業。 昭和3年（1928年）2代目古澤徳治、1年おきに開催された仙台国税局管内清酒品評会において、3回連続優等賞を受賞し名誉賞に輝く。昭和23年（1948年）古澤酒造株式会社に改組。昭和45年（1970年）輸出貢献企業として通産大臣賞を受賞。平成15年（2003年）そば打ち処「紅葉庵」完成。

## 近年の受賞歴
- 全国新酒鑑評会（2011年）

金賞
- 春季全国酒類コンクール（2014年）[1]

米焼酎部門1位「雪原　極上　米焼酎」

## その他
- 山形駅ビル1階で居酒屋「酒造　澤正宗」を営業している。

## 関連文献
- 古澤健太郎「古澤酒造」『日本醸造協会誌』第86巻第9号、日本醸造協会、1991年、671頁、doi:10.6013/jbrewsocjapan1988.86.671。